# خوان آلبرت ویلوکا
 خوان آلبرت ویلوکا (کاتالونیایی: Joan Albert Viloca-Puig؛ زادهٔ ۱۷ ژانویهٔ ۱۹۷۳) یک تنیس‌باز اهل اسپانیا است.